# 泣くな研修医
『泣くな研修医』（なくなけんしゅうい）は、外科医・中山祐次郎による小説およびシリーズ。幻冬舎より2019年2月7日に刊行された。新米医師の葛藤と成長を描く医療ドラマ。
2021年4月にテレビ朝日系でテレビドラマ化された。
2022年3月18日～23日に劇団銅鑼で舞台化された。

## 書誌情報
1. 『泣くな研修医』幻冬舎、2019年2月。ISBN 978-4-344-03423-5。
  - 文庫版 『泣くな研修医』幻冬舎〈幻冬舎文庫〉、2020年4月。ISBN 978-4-344-42968-0。
2. 『逃げるな新人外科医』幻冬舎〈幻冬舎文庫〉、2020年4月。ISBN 978-4-344-42969-7。
3. 『走れ外科医』幻冬舎〈幻冬舎文庫〉、2021年3月。ISBN 978-4-344-43070-9。
4. 『やめるな外科医』幻冬舎〈幻冬舎文庫〉、2022年4月。ISBN 978-4-344-43180-5
5. 『悩め医学生』幻冬舎〈幻冬舎文庫〉、2023年4月。ISBN 978-4344432888
6. 『外科医、島へ』幻冬舎〈幻冬舎文庫〉、2024年1月。ISBN 978-4344433502
7. 『迷うな女性外科医』幻冬舎〈幻冬舎文庫〉、2024年12月。

## テレビドラマ
『泣くな研修医』（なくなけんしゅうい）のタイトルで2021年4月24日から6月26日までテレビ朝日系「土曜ナイトドラマ」枠で放送された。主演は白濱亜嵐。
2017年10月より再開された「土曜ナイトドラマ」枠は、この作品で一時中断された。

### キャスト

#### 主要人物
雨野隆治（あめの りゅうじ）〈25〉
演 - 白濱亜嵐（20年前：森優理斗）
本作の主人公。鹿児島で生まれ育ち、鹿児島の国公立大医学部を卒業した研修医1年生。5歳の時に兄が目の前でアナフィラキシーショックで亡くなっており、兄が亡くなったのは自分のせいだと思っていた。その事がきっかけで医者を目指した。

#### 研修医仲間
川村蒼（かわむら そう）〈25〉
演 - 野村周平
研修医1年目。八王子にある総合病院の次男坊。優秀な兄と比べられてコンプレックスがある。ボンボン育ちで普通の市民の感覚に欠けるきらいがある。
滝谷すばる（たきや すばる）〈29〉
演 - 柄本時生
研修医1年目。医学部を卒業したのち、一般企業で3年間サラリーマンをしていた異色の経歴がある。研修医の中で唯一の既婚者で子どももいる。自身があまり優秀ではない自覚もあり、人に寄り添える心を持っている。素直すぎてなんでも信じてしまうところがある。一般企業ではマーケティングの部署におり、データ収集や分析が得意。
中園くるみ（なかぞの くるみ）〈24〉
演 - 恒松祐里
研修医1年目。優等生の研修医。生まれも育ちも足立区。幼少期に親が離婚しており、母と2人で支えあって生きてきた。母がスナックを経営して育ててくれたため貧乏も経験しており、お金や力にこだわりがある。学費を稼ぐために学生時代は銀座のクラブでのバイト経験があり、年上男性の扱いに長ける。外科医を目指している。

#### 牛ノ町総合病院の医療関係者
佐藤玲（さとう れい）〈35〉
演 - 木南晴夏
消化器外科医10年目。隆治たち研修医の指導医。クールで非常に仕事ができる人物。隆治たちには厳しく指導にあたる。何かとライバル視してくる鴨下のことは、なんとも思っていない。
鴨下修一（かもした しゅういち）
演 - 吉田ウーロン太
消化器外科医10年目。佐藤の同期で、学歴コンプレックスから彼女をライバル視している。上司の顔色を窺い、研修医にはパワハラともとれる理不尽な対応をする。
岩井智也（いわい ともや）〈48〉
演 - 高橋和也
消化器外科副部長。手先が器用で”手術の鬼”の異名を持つ。研修医には厳しいが、優しい面もある。
藤堂浩司（とうどう こうじ）〈45〉
演 - 山口智充
放射線科医。こてこての関西弁で喋る。当日の検査予約は絶対断ると言われている。
長井雅也（ながい まさや）
演 - 長田成哉
放射線科医。藤堂の後輩。
吉川文枝（よしかわ ふみえ）〈43〉
演 - 西尾まり
看護師長目前のベテラン看護師。研修医には厳しくあたるが、親心ゆえの優しさ。
相沢千夏（あいざわ ちなつ）〈23〉
演 - 奥山かずさ
看護師。言葉はぶっきらぼうだが、仕事はしっかりしている。実は川村と付き合っている。
青島奈緒（あおしま なお）
演 - 安里奈
看護師。
関和樹（せき かずき）〈22〉
演 - 大平修蔵
現場実習に来た医学生。一見チャラそうだが努力家。
石川綾（いしかわ あや）〈22〉
演 - 長見玲亜
現場実習に来た医学生。真面目だが冷めたところもある。幼い頃母親が癌で亡くなったため医師を目指した。
看護師
演 - 未来、重城サエ、Sawa（役名：長谷川優香）

医師
演 - 奈良原大泰、シャン、和気龍太郎

#### ゲスト

##### 第1話
外来患者
演 - 村上和成
何時間待たせるんだ、と受付にすごむ患者。
仙崎
演 - 久保田武人（第2話）
救急隊員。
鏑木〈52〉
演 - キンタカオ（最終話）
激しい腹痛で救急搬送された作業員。隆治が診るが判断がつかず、佐藤が診て即座に尿管結石と診断される。最終話でもまた激痛で救急搬送される。
杉崎あや（すぎさき あや）〈14〉
演 - 坂上梨々愛
腹痛を訴える中学生。隆治は虫垂炎（アッペ）と診断するが、佐藤に子宮外妊娠（ガイニン）の可能性もあると指摘される。結果は虫垂炎で、当日は心臓外科の緊急手術があったため、手術は翌日隆治が執刀することになる。
あやの母
演 - 森田亜紀
腹痛を訴えるあやを病院に連れてくる。
伊戸川（いどがわ）
演 - 村上航
腹痛を訴える会社員。仕事を優先し、定期検査の予約をしても当日来ないことが度々ある。外来診察の時間外に病院を訪れたことから、診察した川村と会話を聞いていた滝谷がケンカになる。川村が滝谷の言葉をそのままメールで送ったことで定期健診を受ける気持ちになり、検査の予約をする。

##### 第2話
山下拓磨（やました たくま）〈10〉
演 - 潤浩（第3話 - 第7話・第9話・最終話）
両親と共に高速道路で交通事故にあい、救急搬送されてきた少年。腹壁損傷と腸管脱出の重症。術後重篤な状態であったが、隆治の連日連夜の看護もあり、順調に回復する。
山下武（やました たけし）〈35〉
演 - 木村昴（第4話・第6話・第7話・第9話・最終話）
拓磨の父。自身も左腕を骨折し妻と共に里中記念病院に搬送される。処置後、拓磨の搬送された牛ノ町総合病院に駆けつける。隆治に「ここ数日が山場」と言われ、パニック状態になる。
入院患者
演 - 菅野久夫
隆治に点滴の針を刺され、痛がる。言い訳する隆治に「言い訳するんじゃない、この素人！」と怒鳴りつける。
隆治の兄
演 - 松浦理仁
隆治が5歳の時にアナフィラキシーショックで亡くなっている。
隆治の母
演 - 相馬有紀実
夫と共に定食屋を営んでいる。
隆治の父
演 - 福澤重文

##### 第3話
森山平蔵〈87〉
演 - 品川徹（少年期：関仁平）
認知症でステージ3の胃がん患者。6年前に妻が他界しており、子どもや親族とも疎遠な生活保護受給の独居老人。昭和24年に「紅藍将棋王位戦」で優勝し、将棋の天才少年と地元新聞の記事になっている。ベットの上に立ち上がった際に転倒して負傷し、ベッドに抑制されることになる。それが、天井の模様が将棋盤に見えたせいだと隆治が気づき、川村らに将棋の相手を頼む。将棋をしている時は認知症の症状が出ず、将棋上級者の川村や滝谷を対局で負かすほどの腕前。
カンファレンスで隆治は幽門側胃切除を提案するが、岩井らによりBSC（ベスト･サポーティブ･ケア：積極的治療は行わず症状の緩和治療のみを行う）と治療方針が決定される。本人が意思表示できないためBSCの方針を決めるのは医者のエゴではないかと隆治は納得がいかなかったが、佐藤に「今まで森山さんは一人で必死に戦ってきた、まだこれ以上戦えと言うのか？」と諭される。牛ノ町総合病院ではケアに特化した施設はないことから転院となる。
石原沙也加〈45〉
演 - 西山繭子
膵頭部癌と診断された患者。シングルマザー。放射線化学療法を先行させ、早期の根治を目指す治療方針を中園から提案されるが、中学受験を控えた娘との勉強の時間が取れなくなる、と難色を示す。患者のために医者として何をすべきか考えた中園が理沙の受験勉強の家庭教師を買って出たことで、中園の治療方針を受け入れる。
石原理沙〈12〉
演 - 石井心咲（第4話）
沙也加の娘。小学6年生で中学受験を控えており、母親と二人三脚でがんばってきた。

##### 第4話
石井直太朗〈25〉
演 - 須賀健太（第5話 - 第7話）
大腸がんステージ4の患者で肺・リンパ節・肝臓にも転移しており、CT検査の結果抗がん剤治療をやめ、緩和治療のみの方針となる。医療機器メーカーに勤めていた。本当は医師になりたかったが、センター試験の点数が足りず断念している。
半日だけ外出したいと隆治に頼み、隆治の代打の中園と外出する。（第5話）皆のことを心配して気にかける徳田を母のように慕っている。
徳田直美
演 - 清水ミチコ（第5話・第7話）
肝細胞がん患者。健康オタクで健康食品や漢方薬を大量に買っては飲んでいる。また、それらの品やふるさと納税の返礼品を患者や病院スタッフに配っている。
清掃員
演 - 関口メンディー（GENERATIONS from EXILE TRIBE、EXILE）
佐藤と歩いている隆治にぶつかる。
直太朗の父
演 - 山上賢治（第6話）
直太朗に付き添って佐藤の説明を聞く。
- 鈴木アメリ[27]、黒板七郎

##### 第5話
ラブラブ動画の女性
演 - 小槙まこ（第6話）
中園が見ているカップル動画の女性。
外国人
演 - FAHYM AHMED
徳田が院内で隠れて健康番組のDVDが入った封筒を渡しているところを川村に見られる。
- 流矢聖子[30]

##### 第6話
お天気キャスター
演 - 渡辺瑠海（テレビ朝日アナウンサー）
テレビでお天気を伝えるキャスター。
はるか
演 - 芋生悠（第8話）
隆治のために川村がセッティングした合コンの参加者。教育関係の会社の営業職。隆治と仲良くなる。10年前、牛ノ町総合病院で母親が癌で亡くなっている。実はその時、研修医だった佐藤にとても世話になっている。
りょうか
演 - 吉田伶香
合コン参加者。
合コン参加者
演 - 島袋香菜

##### 第7話
山下静子
演 - 野村麻純（第9話・最終話）
拓磨の母。交通事故で鎖骨を骨折して里中記念病院に入院していた。時折、佐藤が出勤前に里中記念病院に立ち寄って、拓磨の動画を見せて励ましていた。
北村あすか
演 - トリンドル玲奈（第8話・第9話）
コピーライター。腹部の痛みで外来を訪れ、当初は中園が担当する。検査の結果、大腸がんの子宮浸潤と診断される。

##### 第8話
モデル
演 - あかせあかり
あすかがコピーライティングした広告のモデル。

##### 第9話
坂口
演 - 玉熊直人（最終話）
拓磨のリハビリを担当している理学療法士。
医師
演 - 鈴木隆仁
ダウン症の佐藤の弟の主治医。責任が取れないから診れないと断る。
佐藤の母
演 - 大浦理美恵
医師に責任を取らなくていいから合併症を診てほしい、と頼む。
仲川一貴
演 - 谷中敦（最終話）
入院患者。岩井副部長の研修医時代の同期の医師。イラクや南スーダン、ナイジェリア、マラウイなど、医療後進国で医療活動をしてきた。検査の結果、直腸がんの多発脊椎転移と診断される。
野球少年
演 - 数原龍友（GENERATIONS from EXILE TRIBE）（ノンクレジット出演）
野球帰りに入院患者のお見舞いに来る中学生。

##### 最終話
医師
演 - 中務裕太（GENERATIONS from EXILE TRIBE）（ノンクレジット出演）
隆治が走り抜ける後ろでバク宙する医師。

### スタッフ
- 原作 -  中山祐次郎『泣くな研修医』
- 脚本 - 樋口卓治
- 演出 - 豊島圭介、朝鳥ツワ子、小松隆志
- エグゼクティブプロデューサー - 横地郁英（テレビ朝日）
- プロデューサー - 服部宣之（テレビ朝日）、残間理央（テレビ朝日）、山本喜彦（MMJ）、小路美智子（MMJ）
- 音楽 - ☆Taku Takahashi（m-flo）[44]
- 主題歌 - DOBERMAN INFINITY「konomama」(LDH Records)[2]
- 医療監修 - 中澤暁雄、山本昌督、根本千草
- 制作 - テレビ朝日、メディアミックス・ジャパン（MMJ）

### 放送日程
| 放送回    | 放送日  | サブタイトル                | ラテ欄                    | 演出       |
| --------- | ------- | --------------------------- | ------------------------- | ---------- |
| episode1  | 4月24日 | 同期って仲間ですか?         | 平凡な医師たちの物語!!    | 豊島圭介   |
| episode2  | 5月01日 | 研修医って何者ですか?       | 悩み多きあなたへ贈る物語  | 豊島圭介   |
| episode3  | 5月08日 | 患者さんの心見えていますか? | あの人の心見えてますか?   | 朝鳥ツワ子 |
| episode4  | 5月15日 | 嘘は悪いことですか?         | 嘘は悪いことですか?       | 朝鳥ツワ子 |
| episode5  | 5月22日 | 25歳の夢って何ですか?       | 25歳 最初で最後のデート   | 小松隆志   |
| episode6  | 5月29日 | 医師の日常って何ですか?     | 恋する研修医…医師の日常   | 小松隆志   |
| episode7  | 6月05日 | 医師にとって死は日常ですか? | あなたに死は日常ですか?   | 朝烏ツワ子 |
| episode8  | 6月12日 | 自分らしさって何ですか?     | 自分らしさって何ですか?   | 豊島圭介   |
| episode9  | 6月19日 | 一生懸命、迷っていますか?   | 一生懸命、迷っていますか? | 小松隆志   |
| episode10 | 6月26日 | どんな未来を想像できますか? | 涙の別れ…旅立ちの時       | 朝烏ツワ子 |

| テレビ朝日系列 土曜ナイトドラマ                              | テレビ朝日系列 土曜ナイトドラマ                 | テレビ朝日系列 土曜ナイトドラマ                                                  |
| 前番組                                                       | 番組名                                          | 次番組                                                                           |
| ------------------------------------------------------------ | ----------------------------------------------- | -------------------------------------------------------------------------------- |
| モコミ 〜彼女ちょっとヘンだけど〜 （2021年1月23日 - 4月3日） | 泣くな研修医 （2021年4月24日 - 6月26日）        | 一時中断 ↓ 言霊荘 （2021年10月9日 - 12月18日）                                   |
| テレビ朝日系列 土曜23:00 - 23:30                             |                                                 |                                                                                  |
| モコミ 〜彼女ちょっとヘンだけど〜                            | 泣くな研修医 【ここまで「土曜ナイトドラマ」枠】 | ザ・ハイスクール ヒーローズ ※23:00 - 翌0:00 【この期間は「オシドラサタデー」枠】 |

## 舞台
『泣くな研修医』（なくなけんしゅうい）のタイトルで2022年3月18日～23日に劇団銅鑼で舞台化された。主演は山形敏之。劇場は東京芸術劇場シアターウエスト。

### キャスト
- 雨野隆治　(主人公、研修医一年目) - 山形敏之
- 佐藤玲 (隆治の上司) - 北畠愛美
- 岩井裕次郎 (外科医) - 館野元彦
- 川村蒼 (隆治の同僚、研修医一年目) - 野内貴之
- 吉川佳代 (ベテラン看護師) - 庄崎真知子
- 看護師たち - 鈴木裕大、宮崎愛美、大竹直哉、青木七海
- 山下琢磨 (交通事故患者) - 斎藤美香
- 山下憲司 (琢磨の父) - 池上礼朗
- 山下典子 (琢磨の母) - 鶴田尚子
- 石井雄太 (大腸癌患者) - 齋藤千裕
- 石井勝 (雄太の父) - 横手寿男
- 石井貴子 (雄太の母) - 川口圭子
- はるか (合コン参加者) - 早坂聡美
- 愛奈 (合コン参加者) - 宮崎愛美
- 楓 (合コン参加者) - 青木七海
- 裕也 (合コン参加者) - 鈴木裕大
- 隆治の父 - 鈴木正昭
- 隆治の母 - 川口圭子

### スタッフ
- 原作 - 中山祐次郎『泣くな研修医』
- 脚本 - シライケイタ
- 演出 - 齊藤理恵子
- 美術 - 根来美咲
- 照明 - 鷲崎淳一郎
- 音響 - 坂口野花
- 衣裳 - 小泉美都
- 音楽 - 寺田テツオ
- 舞台監督 - 尾花真
- バリアフリーサービス - 佐藤響子・中島沙結耶・佐藤凜
- 舞台監督助手 - 村松眞衣・亀岡幸大
- 宣伝写真 - 八木克人
- 宣伝美術 - 山口拓三（GAROWA GRAPHICO）
- 票券 - 佐久博美
- 制作 - 齋藤裕樹